# Mammoth (film 2006)
Mammoth è un film del 2006 diretto da Tim Cox, prodotto per il canale televisivo americano Sci-Fi Channel. Non fa parte della serie sui mutanti prodotta dalla nu image che comprende anche i film Larva , Creature, SharkMan, SkeletonMan e SnakeMan - il Predatore.
I protagonisti del film sono Vincent Ventresca, Summer Glau e Tom Skerritt. In Italia è uscito direttamente il 27 dicembre 2006.